# Cestrum mexicanum
Cestrum mexicanum är en potatisväxtart som beskrevs av Francey. Cestrum mexicanum ingår i släktet Cestrum och familjen potatisväxter. Inga underarter finns listade i Catalogue of Life.